# Matsudaira Mochiaki
Matsudaira Mochiaki est un nom japonais traditionnel ; le nom de famille (ou le nom d'école), Matsudaira, précède donc le prénom (ou le nom d'artiste).
Matsudaira Mochiaki, 1er marquis Matsudaira (松平 茂昭) (17 septembre 1836 - 25 juillet 1890) est un daimyo de la fin de l'époque d'Edo, dernier seigneur du domaine de Fukui dans la province d'Echizen.

## Biographie

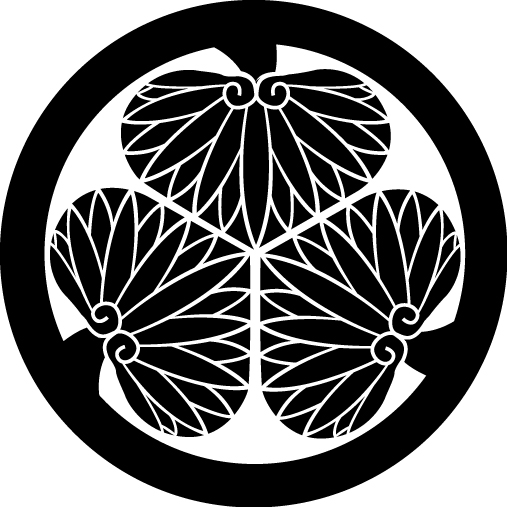
Emblème (mon) du clan Matsudaira.

Mochiaki est d'abord à la tête du domaine d'Itoigawa. Il est adopté par Matsudaira Yoshinaga et quand celui-ci renonce à son titre et à sa position, Mochiaki devient daimyo du domaine de Fukui
Après l'abolition des domaines et donc de la position de daimyo, il est nommé gouverneur impérial de Fukui.
Mochiaki est intégré dans la nouvelle aristocratie Meiji (kazoku). Il est fait comte puis élevé au titre de marquis en 1888.